# Melbourne

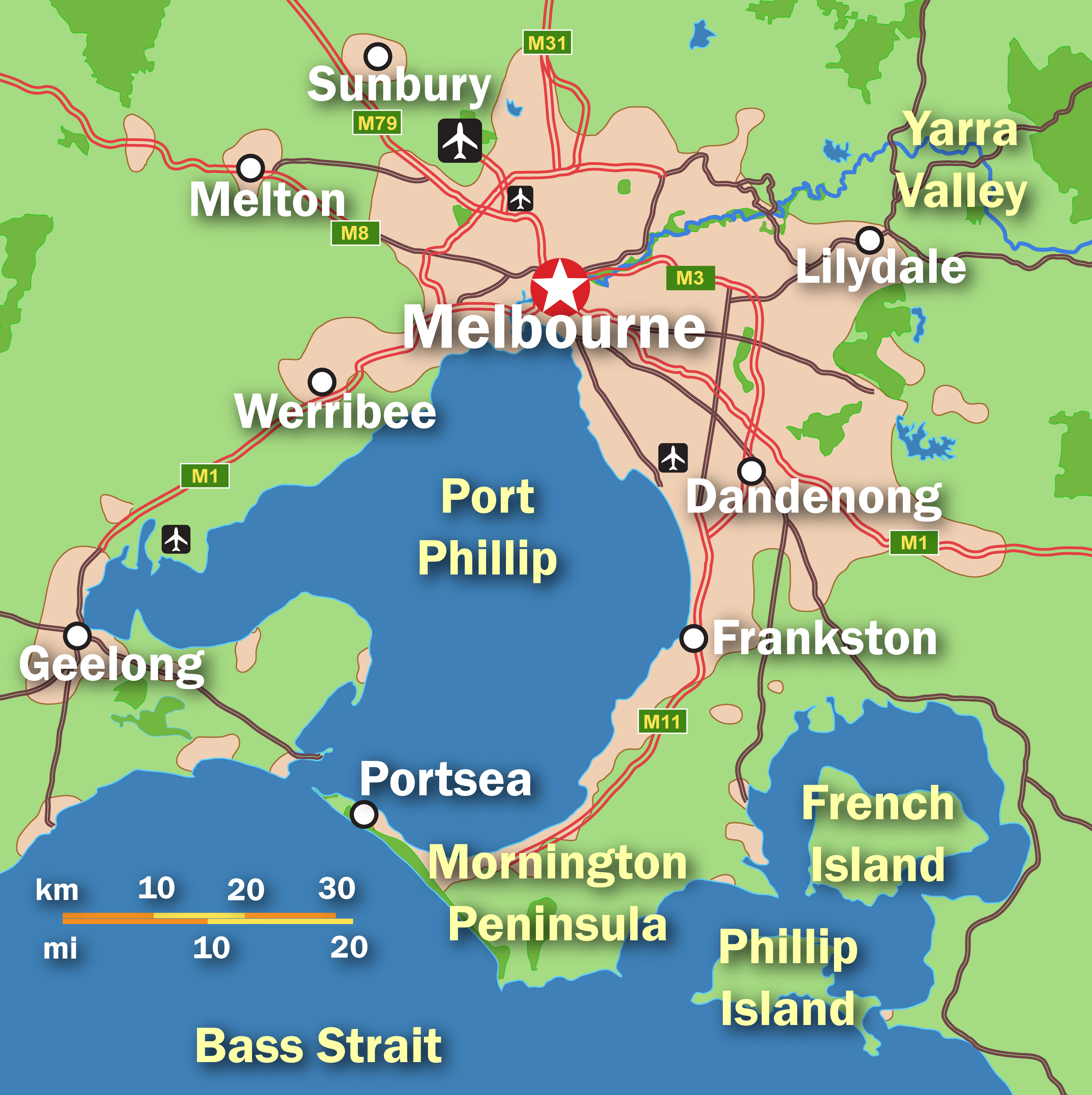
Mapa de l'àrea metropolitana de Melbourne

Melbourne és una ciutat d'Austràlia, la segona ciutat del país en població, després de Sydney, amb aproximadament 3,6 milions d'habitants a l'àrea metropolitana. El centre històric, la City of Melbourne, té tan sols 69.670 habitants (segons dades del cens de 2001). La ciutat és la capital de l'estat de Victòria. Va ser capital d'Austràlia entre 1901 i 1927. El Royal Exhibition Building de Melbourne està inscrit a la llista del Patrimoni de la Humanitat de la UNESCO.
Melbourne està situada a la costa sud-est d'Austràlia. És la capital d'estat situada més al sud de l'Austràlia continental, és a dir, sense comptar Hobart a l'illa de Tasmània. Està situada a la desembocadura del riu Yarra, al costat de la badia de Port Philip. La ciutat pren el seu nom de l'antic primer ministre britànic William Lamb, segon vescomte de Melbourne, el títol nobiliari del qual feia referència a la localitat anglesa de Melbourne al comtat de Derbyshire. El nom Melbourne és procedent en el seu origen del terme anglosaxó mylla burne, que significa «rierol del molí».

## Geografia

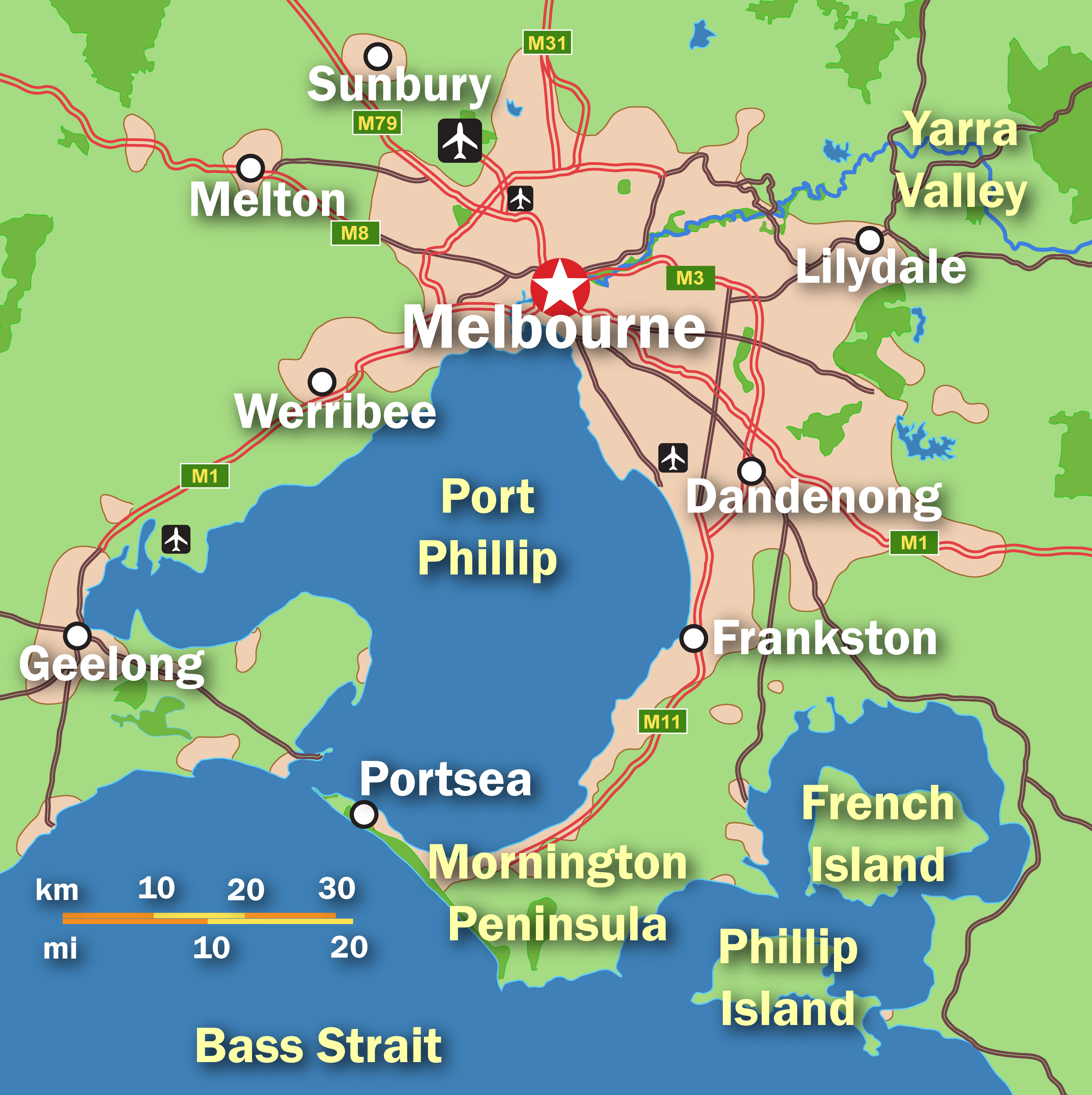
Mapa de les àrees urbanes de Melbourne i Geelong

Melbourne es troba a la part sud-est d'Austràlia continental, dins de l'estat de Victòria. Geològicament, està construït a la confluència de colades de lava quaternaris a l'oest, fangs silúrics a l'est i acumulació de sorra holocena al sud-est al llarg de Port Phillip. Els suburbis del sud-est estan situats a la falla de Selwyn, que creua la muntanya Martha i Cranbourne. La part occidental de l'àrea metropolitana es troba dins de la comunitat de vegetació de les praderies de la Plana Volcànica Victoriana, i el sud-est cau a la zona de boscos herbosos de les Planes de Gippsland.
Melbourne s'estén al llarg del riu Yarra cap a la vall de Yarra i les serralades de Dandenong a l'est. S'estén cap al nord a través de les valls ondulades de matolls dels afluents de Yarra: Moonee Ponds Creek (cap a l'aeroport de Tullamarine), Merri Creek, Darebin Creek i Plenty River, fins als corredors de creixement suburbans exteriors de Craigieburn i Whittlesea.
La ciutat arriba al sud-est a través de Dandenong fins al corredor de creixement de Pakenham cap a West Gippsland, i cap al sud a través de la vall de Dandenong Creek i la ciutat de Frankston. A l'oest, s'estén al llarg del riu Maribyrnong i els seus afluents al nord cap a Sunbury i els contraforts de les serralades de Macedon, i al llarg de la plana plana volcànica cap a Melton a l'oest, Werribee als peus de la serra de granit You Yangs al sud-oest del CBD. El riu Little, i el municipi del mateix nom, marquen la frontera entre Melbourne i la ciutat veïna de Geelong.
Les principals platges de la badia de Melbourne es troben als diversos suburbis al llarg de les costes de la badia de Port Phillip, a zones com Port Melbourne, Albert Park, St Kilda, Elwood, Brighton, Sandringham, Mentone, Frankston, Altona, Williamstown i Werribee South. Les platges de surf més properes són a 85 km al sud del CBD de Melbourne a les platges posteriors de Rye, Sorrento i Portsea.

### Turisme

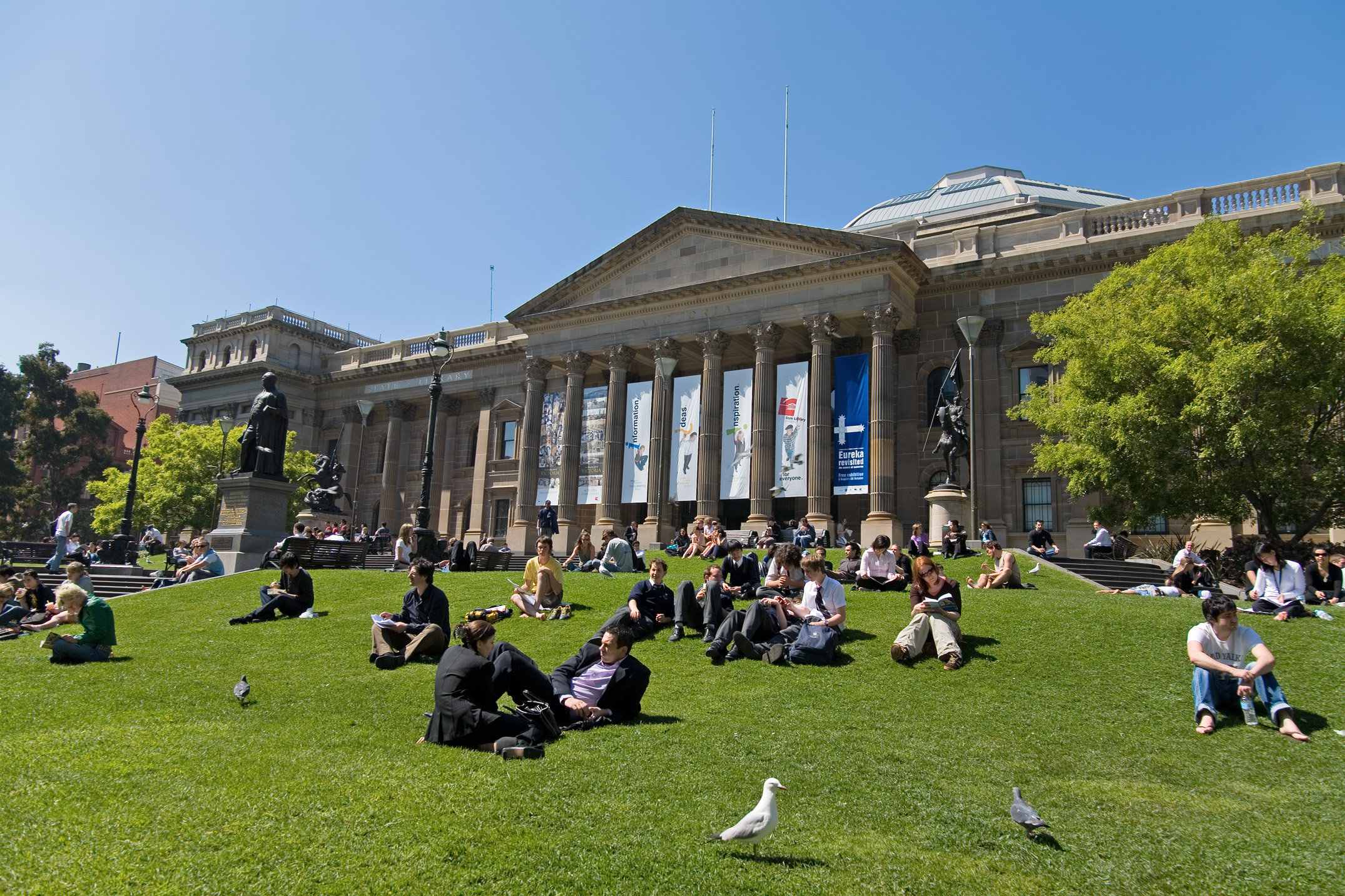
La Biblioteca Estatal de Victòria és la quarta biblioteca pública més visitada del món.

Melbourne és la segona ciutat més visitada d'Austràlia i la setanta-tresa ciutat més visitada del món. L'any 2018, 10,8 milions de turistes nacionals que pernocten i 2,9 milions de turistes internacionals durant la nit van visitar Melbourne. Les atraccions més visitades són Federation Square, Queen Victoria Market, Crown Casino, Southbank, Melbourne Zoo, Melbourne Aquarium, Docklands, National Gallery of Victoria, Melbourne Museum, Melbourne Observation Deck, Arts Center Melbourne i el Melbourne Cricket Ground. La Biblioteca Estatal de Victòria és la quarta més visitada del món. Luna Park, un parc temàtic modelat a Coney Island de Nova York i al Luna Park de Seattle, també és una destinació popular per als visitants. En la seva enquesta anual als lectors, la revista Condé Nast Traveler va trobar que tant Melbourne com Auckland eren considerades les ciutats més amigues del món el 2014. Els carrers i arcades de Melbourne són de particular importància per al turisme de la ciutat: Hosier Lane va atreure un milió de visitants cada any abans de la pandèmia de COVID. Els carrerons de Melbourne s'han gentrificat i ara inclouen exposicions destacades d'art de carrer, que atrau turistes internacionals. Melbourne és considerada una de les ciutats del món més segures per als viatgers.

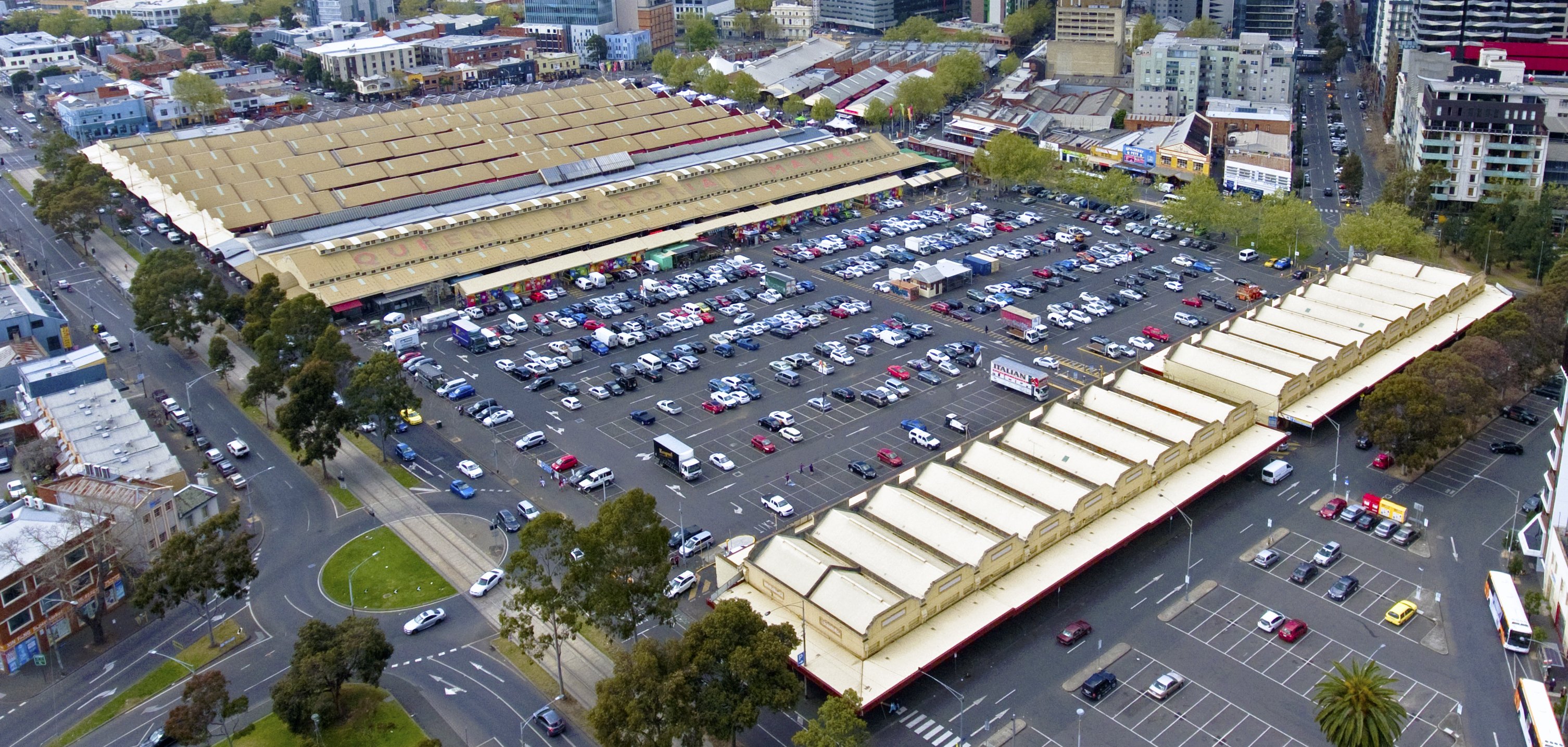
Queen Victoria Market és el mercat a l'aire lliure més gran de l'hemisferi sud i una atracció turística popular.

Melbourne té una famosa oferta culinària que atrau turistes internacionals. Lygon Street, que recorre els suburbis del nord-interior de Melbourne, és una destinació popular per menjar amb una gran quantitat de restaurants italians i grecs que es remunten a la immigració europea anterior a la ciutat. Els festivals gastronòmics tenen una especial popularitat a Melbourne, molts dels quals se celebren a principis de tardor, fet que li val el sobrenom de «març boig». El més conegut d'aquests esdeveniments, el Melbourne Food and Wine Festival, té lloc al llarg de deu dies i va començar el 1993.
Melbourne acull molts esdeveniments i festivals anuals. El Festival Internacional de Comèdia de Melbourne se celebra cada any de març a abril. Fundat el 1987, és un dels tres festivals internacionals de comèdia més grans del món. Altres festivals i esdeveniments notables inclouen el Melbourne Flower and Garden Show, el Melbourne International Jazz Festival, el Melbourne Royal Show i el Midsumma Festival.

## Història

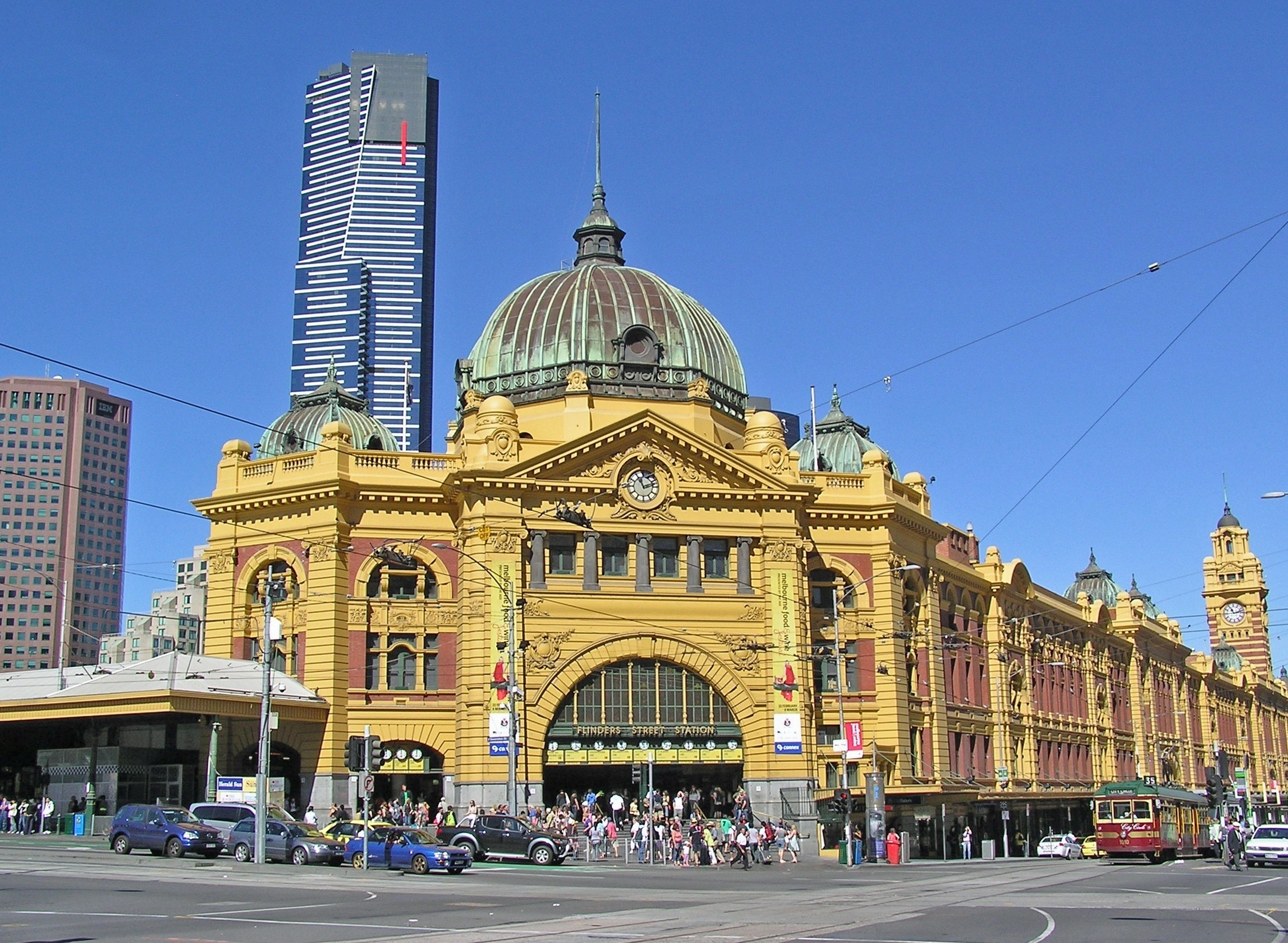
L'estació del carrer Flinders a Melbourne

Fundada el 1835 per colons procedents de la terra de Van Diemen (Tasmània), Melbourne va ser construïda en terres habitades pel poble kulin, els habitants aborigens originals de la zona. Al principi, Melbourne va ser capital del Districte de Port Phillip de Nova Gal·les del Sud i posteriorment va passar a ser la capital de la colònia de Victòria. El descobriment d'or a Victòria a finals dels anys 1850, que va provocar la febre de l'or de Victòria, va portar Melbourne a desenvolupar-se com un gran nucli portuari i de serveis, que més endavant es convertiria en el principal centre industrial d'Austràlia. Durant els anys 1880, Melbourne va ser la segona ciutat en població de l'Imperi Britànic després de Londres, i se l'anomenà Marvellous Melbourne («la meravellosa Melbourne»). D'aquella època daten els nombrosos edificis d'estil victorià que hi ha a la ciutat i que fan de Melbourne la segona ciutat del món, després de Londres, en nombre d'edificis victorians encara dempeus.
Melbourne va ser nomenada capital nacional de la Federació d'Austràlia l'1 de gener de 1901. El primer parlament federal va ser inaugurat el 9 de maig de 1901 en el Royal Exhibition Building. La ciutat va conservar la capitalitat i la seu del govern fins a l'any 1927, quan es va completar la nova capital de Canberra. Entre 1926 i 1928 Melbourne va tenir un alcalde d'origen català, l'Esteve Morell, conegut com a Sir Stephen Joseph Morell. La ciutat va continuar la seva expansió ininterrompuda durant la primera meitat del segle xx, en particular gràcies a l'arribada d'immigrants després de la Segona Guerra Mundial, atrets per les oportunitats laborals a Austràlia i per la bona fama de la ciutat, el prestigi internacional de la qual s'havia vist engrandit per la celebració dels Jocs Olímpics de 1956. Malgrat el trasllat de la capital a Canberra, Melbourne va romandre la capital econòmica i cultural d'Austràlia fins als anys 1970, quan va perdre protagonisme en benefici de Sydney.
En la dècada dels anys 1980, Melbourne va viure una etapa de declivi, en què es va produir un augment de l'atur i una forta pèrdua de població per mor de l'emigració cap als estats de Nova Gal·les del Sud i Queensland. En els anys 1990, el govern de l'estat de Victòria encapçalat pel primer ministre Jeff Kennett (liberal) va intentar invertir aquesta tendència mitjançant la construcció de nous edificis públics, com ara el Museu de Melbourne i el Centre d'Exposicions i Congressos de Melbourne, així com el Crown Casino. Aquests esforços urbanístics van estar acompanyats d'una campanya de promoció de la ciutat, que ha continuat sota el govern de l'actual primer ministre de Victòria Steve Bracks (laborista).

## Demografia
| 9 agost 2011 | 30 juny 2013 | 30 juny 2015 | 10 agost 2021 | 10 agost 2021 | 30 juny 2022 | 30 juny 2024 |
| 3.999.982    | 4.347.955    | 4.529.500    | 4.585.537     | 4.917.750     | 5.031.195    | 5.350.705    |

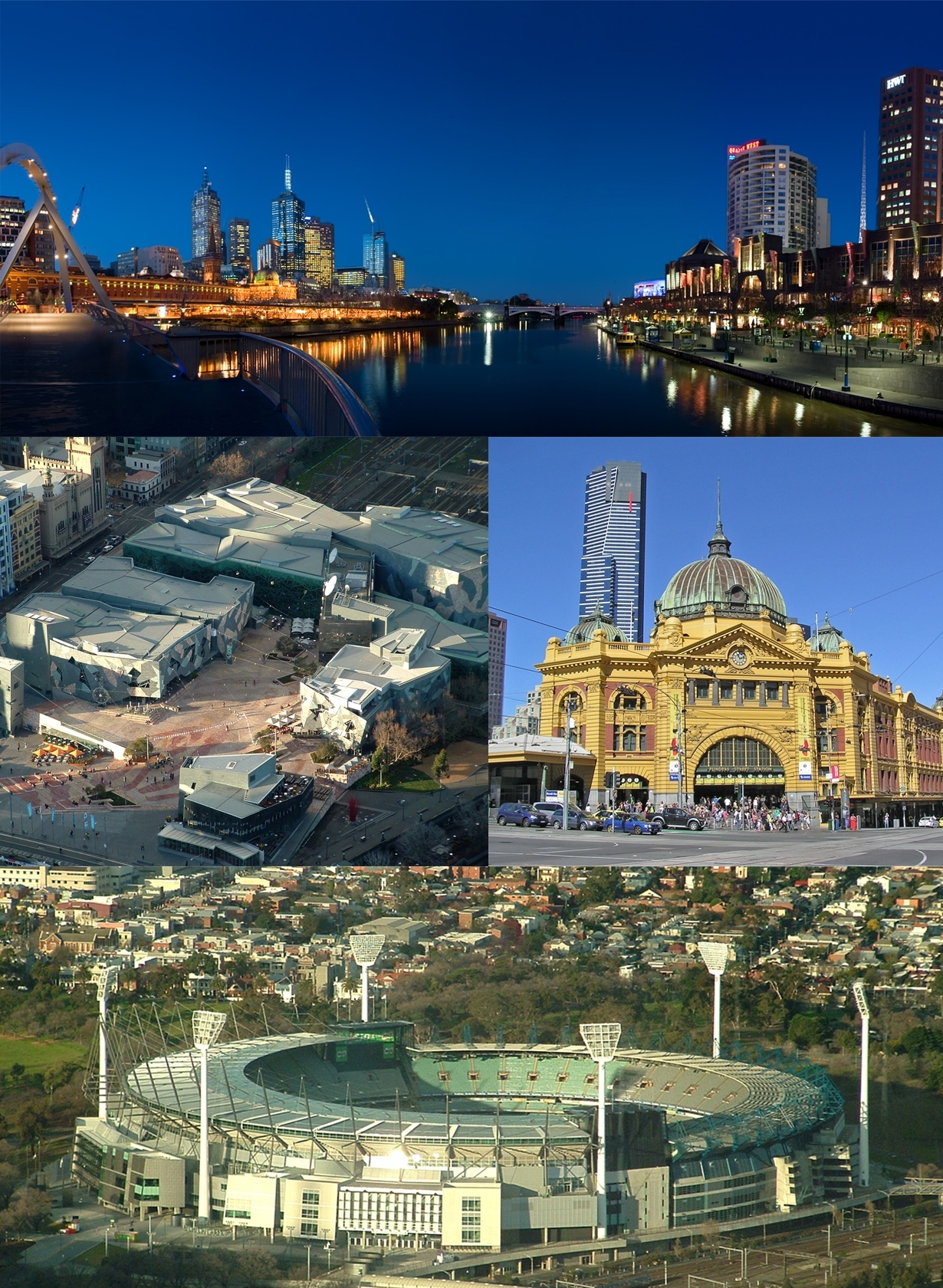
Vista nocturna del riu Yarra.

La població es va incrementar de manera espectacular durant la febre de l'or. El 1854, en un sol any, gairebé 125.000 persones hi van arribar des de nombrosos països del món. En les dècades següents continuaria aquest creixement de població fins que va esdevenir la ciutat més poblada d'Austràlia. Després del final de la Segona Guerra Mundial el 1945, la necessitat d'una major mà d'obra va atreure nombrosos immigrants d'origen britànic, iugoslau, neerlandès, alemany i maltès. En les dècades dels anys 50 i 60, es van arribar de molts nous immigrants procedents d'Itàlia i Grècia, que són els grups d'estrangers més nombrosos després dels britànics i irlandesos. En l'actualitat, Melbourne té una de les majors poblacions d'origen grec fora de Grècia al món. A partir de 1970, van arribar refugiats de Cambodja i el Vietnam. En els últims anys ha augmentat notablement la població d'origen indi, filipí, malasi i, en els últims anys, nord-africà.

## Organització administrativa
No existeix una entitat administrativa que gereix la totalitat de l'àrea metropolitana de Melbourne. L'alcalde de Melbourne, en l'actualitat el Lord Major John So, i l'ajuntament de Melbourne tenen jurisdicció únicament sobre el centre històric, conegut com a City of Melbourne. La resta de l'àrea urbana es divideix en trenta municipalitats, les quals utilitzen la denominació de ciutats (cities), a excepció de cinc entitats administratives a la perifèria, que reben el nom de comtats (shires). Totes aquestes entitats de govern local compten amb les seves pròpies assemblees municipals i exerceixen les competències en matèria de serveis públics delegades pel govern de l'estat de Victòria. Les assemblees municipals estan representades a l'Associació d'Administracions Locals de Victòria (Local Government Association of Victòria).
La major part de les competències relacionades amb l'administració de la ciutat estan, tanmateix, a les mans del govern de l'estat de Victòria. Entre aquestes competències hi ha el transport públic, el manteniment de les carreteres, el trànsit, la policia, l'educació no preescolar i la planificació de projectes d'infraestructura. L'escàs nivell de competències a disposició de les entitats municipals sembla deure's al fet que tres quartes parts de la població de l'estat de Victòria resideixen en l'àrea metropolitana de Melbourne, la qual cosa fa que hi hagi una certa coincidència en l'àmbit d'actuació dels poders estatals i municipals. Això ha fet que els òrgans administratius de l'estat de Victòria hagin estat sempre refractaris a cedir parcel·les de poder a les entitats municipals.

## Economia i transports
Melbourne és un gran nucli comercial i industrial, que acull les seus centrals de moltes de les principals empreses australianes. A més, al voltant d'un terç de les multinacionals amb operacions a Austràlia tenen a Melbourne la seva oficina principal. A la ciutat es troba també la seu central del Consell Australià de Sindicats (Australian Council of Trade Unions), col·lectiu que representa el conjunt d'organitzacions sindicals del país. La ciutat compta també amb una gran activitat industrial i s'hi concentra gran part de la producció de la indústria australiana de l'automòbil, amb les fàbriques de Ford i Toyota, entre d'altres.
Melbourne ha desenvolupat ambiciosos projectes d'infraestructures per als Jocs de la Commonwealth de 2006 i per a la reunió de ministres de finances del G-20, que hi va tenir lloc el mateix any. Aquests projectes inclouen la millora del sistema de transport públic i la construcció de nous hotels i edificis residencials, així com la remodelació de les instal·lacions esportives per als Jocs de la Commonwealth.
Melbourne compta amb una àmplia xarxa de transport públic. El tramvia de Melbourne és una de les xarxes més extenses del món, prop de 300 rutes d'autobús i un sistema de trens amb més de quinze línies. Com en moltes altres ciutats, els diferents tipus de mitjans de transport estan integrats en un sistema unificat de tarifes i abonaments. Malgrat l'extensió de la xarxa, algunes zones perifèriques de la ciutat queden de difícil accés. El port de Melbourne és el major port d'Austràlia, mentre que l'aeroport de Melbourne és el segon amb més trànsit aeri del país, per darrere de l'aeroport de Sydney.

## Cultura
La ciutat compta amb dues de les universitats més prestigioses d'Austràlia, la Universitat de Melbourne i la Universitat de Monash. A més, és un dels principals centres de la vida cultural australiana. El Centre de les Arts de Victòria (Victorian Arts Centre) acull representacions de teatre, òpera, música clàssica i contemporània i arts visuals. A escassos metres del Centre de les Arts de Victòria es troba el Centre d'Art Contemporani (Centre for Contemporary Art), museu allotjat en un edifici de construcció recent al costat del riu Yarra. Un altre dels principals museus de la ciutat és el Centre Ian Potter (Ian Potter Centre), museu dedicat a l'art australià que es troba a la plaça Federation Square, espai públic de disseny controvertit en el qual se celebren molts dels esdeveniments culturals i artístics de la ciutat. Durant molts anys el director neerlandès Willem van Otterloo en va dirigir l'Orquestra Simfònica.

## Fills il·lustres
- Alfred Deakin (1856–1919), polític, primer ministre d'Austràlia en tres ocasions
- Wilberforce Eaves (1867–1920), tennista britànic
- Alfred Hill (1869–1960), compositor, director d'orquestra i pedagog musical
- Henry Handel Richardson (1870–1946), escriptora
- Ernest Hutcheson (1871–1951), pianista, compositor i pedagog musical
- Edwin Pitman (1897–1993), matemàtic i estadístic
- Thomas Cherry (1898–1966), matemàtic
- John Carew Eccles (1903–1997), neurofisiòleg; Premi Nobel de Medicina o Fisiologia de l'any 1963
- Sylvia Fisher (1910–1996), soprano
- Gough Whitlam (1916–2014) polític. Primer Ministre d'Austràlia (1972–1975)
- Helen Reddy (1941–2020), actriu i cantant pop
- Alan Jones (1946), pilot de curses automobilístiques
- Emily Browning (1988), actriu
- Steve Irwin (1962-2006), naturalista